# 呂學儀
呂學儀（1936年11月10日—），中華民國（台灣）農學專家、政治人物，曾代表中國國民黨在台灣省第二選區（桃竹苗）當選為第一屆第一、二、三、四、五次增額立法委員。